# Кучка
Ку́чка (рос. Кучка, марій. Кучко) — село у складі Оршанського району Марій Ел, Росія. Входить до складу Марковського сільського поселення.

## Населення
Населення — 94 особи (2010; 107 у 2002).
Національний склад (станом на 2002 рік):
- росіяни — 68 %
- марійці — 31 %